# El Niño de la Hipoteca
Guiu Cortés Vázquez (Barcelona, 1982), conegut artísticament com El Niño de La Hipoteca, és un cantautor, compositor i músic català, nascut al barri del Guinardó de Barcelona.
El seu pare ostentava una col·lecció remarcable de vinils i cursà estudis al conservatori i a diferents escoles de música en les quals va aprendre a tocar diversos instruments. Guiu va estudiar el grau universitari d'Humanitats, mentre estudiava el grau, tocava puntualment al metro i a més, va passar per diferents bandes de música com Lechuga en los tanatorios, en la qual tocava el contrabaix, la botzina i feia alguns cors. Però la seva carrera musical neix realment el 2007 quan, després d'anar component els seus temes a casa, decideix gravar una maqueta i l'envia a diversos concursos.
Amb la publicació del segon disc, la rebuda és bona i es dedica a fer concerts d'un lloc a l'altre combinant amb diferents festivals, festes majors i concerts populars. Després de més de cent concerts decideix endinsar-se en el món de YouTube per guanyar diners i adquirir una guitarra nova. El canal de Youtube li permet donar-se a conèixer.
El 2016, després d'aconseguir comprar-se una guitarra nova, decideix gravar Operación Guitarra Sessions que recull totes les cançons produïdes amb la coneguda Operación Guitarra. La seva carrera musical segueix a un bon ritme i imparteix diverses actuacions arreu de tota la Península Ibèrica i Llatinoamèrica. Amb gairebé 100.000 subscriptors al canal de Youtube, el 2017 decideix engegar el projecte Lo que hicimos en Youtube pero bien grabao que, com tots els anteriors, es pot escoltar a Youtube i a Spotify de manera gratuïta.